# Linnaemya rohdendorfi
Linnaemya rohdendorfi är en tvåvingeart som beskrevs av Chao 1962. Linnaemya rohdendorfi ingår i släktet Linnaemya och familjen parasitflugor. Inga underarter finns listade i Catalogue of Life.